# محاري محجب
محاري محجب (الاسم العلمي: Pleurotus calyptratus) هو نوع من الفطريات يتبع جنس المحاري من فصيلة المحارية.